# ليث (اسم)
ليث هو اسم علم مذكر من أصل عربي، ومعناه **الأسد، القوة، الشدة**، وعلى المجاز يُطلق على **الشجاع المقدام**. يُقال في المثل العربي: «زيدٌ ليثُ أصحابه» أي أشجعهم وأكثرهم بأسًا.

## الأصل اللغوي
الاسم مشتق من الجذر الثلاثي "ل-ي-ث" في اللغة العربية، وهو يدل في الأصل على **الأسد**، وقد ورد في الشعر العربي كثيرًا بوصفه كناية عن الشجاعة والبأس. الاسم يُستخدم في العديد من الدول العربية كاسم أول.

## شخصيات تحمل الاسم
- ليث البشتاوي (مواليد 12 مارس 1994) – لاعب كرة قدم أردني.
- ليث الدين (مواليد 20 فبراير 1972) – أكاديمي وباحث.
- ليث الصندوق (مواليد 1952) – كاتب وشاعر عراقي.
- ليث بن أبي سليم – من رواة الحديث.
- ليث حسين (لاعب كرة قدم عراقي، مواليد 13 أكتوبر 1968).[3]
- ليث شبيلات – سياسي أردني (مواليد 1942).
- ليث عبد الأمير – مخرج أفلام عراقي (مواليد 24 أكتوبر 1957).
- ليث فائز الأيوبي – إعلامي وكاتب.
- ليث نوباري – لاعب كرة قدم إيراني (مواليد 23 سبتمبر 1977).
- ليث هاشم – لاعب كرة قدم بحريني.

## وصلات خارجية
- موسوعة السلطان قابوس لأسماء العرب نسخة محفوظة 5 أبريل 2019 على موقع واي باك مشين.